# Martin Wood

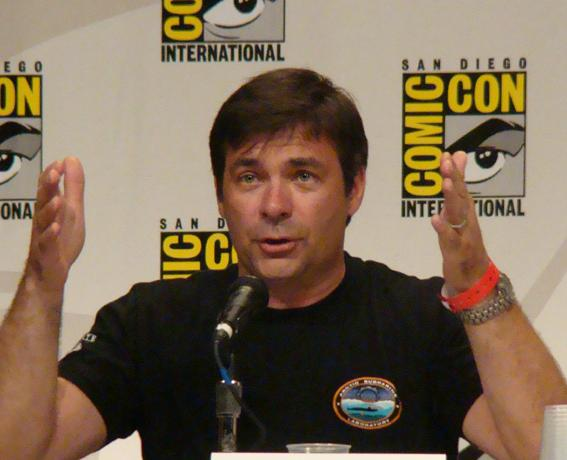
Martin Wood (2007)

Martin Wood ist ein kanadischer Regisseur, Filmproduzent und Drehbuchautor.

## Leben
Martin Wood wurde vor allem durch das Stargate Franchise als Regisseur, Produzent und Drehbuchautor bekannt.

## Filmografie
Als Regisseur
- 1998: Teenage Space Vampires – Angriff der Weltraumvampire
- 1998–2006: Stargate – Kommando SG-1
- 2001–2002: Earth: Final Conflict
- 2002–2003: Jeremiah – Krieger des Donners
- 2004–2005: Andromeda
- 2004–2008: Stargate Atlantis
- 2007: Stargate: Continuum
- 2008–2010: Sanctuary – Wächter der Kreaturen
- seit 2019: Virgin River (Fernsehserie, 16+ Folgen)
- 2020: Alles Gute kommt von oben (Operation Christmas Drop)

Als Produzent
- 2003–2004: Stargate – Kommando SG-1
- 2004–2005: Stargate Atlantis
- 2008–2010: Sanctuary – Wächter der Kreaturen
- 2012–2013: Primeval: New World